# Tre uomini in fuga
Tre uomini in fuga (La Grande vadrouille) è un film del 1966 diretto da Gérard Oury.

## Trama
Estate 1941: durante la missione "Tea for Two", sopra la Parigi occupata, un bombardiere della Royal Air Force viene abbattuto dalla contraerea tedesca. L'equipaggio, formato da Sir Reginald (soprannominato "Big Moustache"), Peter Cunningham ed Alan McIntosh è costretto, dopo aver stabilito come luogo di ritrovo i bagni turchi, a paracadutarsi, disperdendosi in diversi punti della capitale: il primo atterra in uno zoo e viene prontamente soccorso dal guardiano; il secondo rimane appeso poco sopra un ponteggio sospeso dove sta lavorando l'imbianchino Augustin Bouvet e con il quale dovrà darsi alla fuga dopo aver accidentalmente imbrattato di vernice un ufficiale delle SS; il terzo atterra sull'edificio dell'Opéra National de Paris, dove trova rifugio nello studio del maestro Stanislas Lefort, impegnato in quel momento alla prova generale per il galà serale a cui assisteranno importanti esponenti nazisti.
Poiché né Cunninghan né McIntosh sanno parlare francese, e temendo proprio per questo di essere scoperti, chiedono ai propri salvatori di andare ai bagni turchi per incontrare gli altri compagni; qui Sir Reginald si mette d'accordo con i due su come scappare. All'Opéra, però, McIntosh viene scoperto ed al ritorno il maestro viene accusato di favoreggiamento: deve pertanto ritenersi da quel momento agli arresti.
Quella sera scatta l'"Operazione McIntosh": mentre Lefort dirige, nella sala rimbomba una forte esplosione. Approfittando della calca venutasi a formare, il maestro sfugge ai soldati facendosi trascinare come prigioniero da Sir Reginald e Bouvet travestiti da alti ufficiali tedeschi: nella fuga incontrano McIntosh in abiti femminili ed insieme a lui scappano attraverso le fogne. Da qui riescono a scappare sino alla stazione ferroviaria di Parigi, ma perdono il treno per Le Chalon sul quale li attendeva Cunningham. Rubano dunque un furgoncino delle poste e si dirigono verso la loro destinazione, ma presto la benzina si esaurisce; Sir Reginald e McIntosh rubano allora il camion di un convento lì vicino e ripartono. Qui conoscono una giovane suora che li aiuterà fino alla fuga finale, ed intanto riescono a forzare un posto di blocco tedesco.
Sul treno, Cunningham si tradisce davanti ad un ufficiale tedesco: catturato, viene interrogato alla stazione di Vougeot. Nel frattempo Bouvet e Lefort hanno raggiunto un albergo sicuro a Le Chalon, dove vengono forniti di abiti della polizia militare tedesca; maldestramente arrivati a Vougeot, vengono anch'essi catturati. Qui però Sir Reginald e McIntosh riescono, con un'azione di sabotaggio, a liberare tutti i propri commilitoni ed amici, ed a scappare assieme alla giovane suora prima conosciuta verso un piccolo campo d'aviazione, inseguiti dalla guarnigione tedesca.
Nel finale del film, riescono ad agganciare due alianti ad una vecchia automobile, che viene avviata con l'acceleratore bloccato: essa precipita in una scarpata al bordo del campo, permettendo agli alianti di sganciarsi e planare con successo verso la zona libera, nonostante i tentativi delle truppe tedesche di abbatterli.

## Produzione

La nota immagine del film, dove de Funès è a cavalcioni di Bourvil.

Tre uomini in fuga è ancora oggi una commedia molto amata dai francesi, sia per lo spirito patriottico che la pervade, sia per la voglia di rivincita nei confronti della Germania. È chiaro il desiderio di cancellare il passato collaborazionista di una fetta della popolazione. Il film si inserisce in quel particolare filone cinematografico capace di affrontare in maniera garbata e col sorriso il difficile tema della guerra. In tal senso, si potrebbe dire che è vicino alla cosiddetta commedia all'italiana, maestra nel saper far ridere anche nelle situazioni drammatiche. Tre uomini in fuga oltre a essere selezionato per l'Oscar del miglior film straniero (riconoscimento che peraltro non gli viene assegnato), è la prima commedia ambientata nella seconda guerra mondiale che viene distribuita nella Germania Ovest.
Tre uomini in fuga è stato diretto (con estro e abilità) da Gérard Oury, un ex attore che, dopo aver diretto un paio di film poco brillanti, ha conquistato il suo primo trionfo al botteghino con Colpo grosso ma non troppo (1965), un'altra dinamica commedia d'azione con Bourvil e Louis de Funès. Oury era chiaramente molto più influenzato dai grossi calibri di Hollywood che dai suoi contemporanei della Nouvelle Vague, e aveva un fiuto innato per fare sfarzose e gustose commedie che il pubblico avrebbe voluto vedere (più volte) a milioni, anche se alcuni dei suoi film si avventureranno in territori delicati (il pregiudizio razziale, il terrorismo internazionale, ecc.) I suoi successivi successi di box office includono: Il cervello  (1969), Mania di grandezza  (1971) e Le folli avventure di Rabbi Jacob (1973), che ora occupano tutti un posto importante accanto a Tre uomini in fuga e Colpo grosso ma non troppo nel pantheon dei film comici francesi.
Anche se la coppia comica Bourvil-De Funès si forma solo a partire da Colpo grosso ma non troppo, i due attori erano apparsi insieme in film precedenti, alcuni anni prima che de Funès avesse il suo primo grande successo, quando quindi era ancora relegato a ruoli minori. Il loro primo incontro su schermo era stato in Poisson d'avril di Gilles Grangier (1954) e avevano poi condiviso una scena memorabile in La traversata di Parigi (1956). Colpo grosso ma non troppo è il veicolo perfetto per entrambi i comici, permettendo loro di controbattersi l'un l'altro brillantemente con i loro personaggi radicalmente contrastanti. Anche in Tre uomini in fuga quindi, il bonaccione Bourvil fa da efficace contrasto alla frenetica mentalità piccolo-borghese di de Funès, e l'amaro attrito di classe che sottende l'interazione dei loro personaggi mentre cercano di far fronte alle azioni della Wehrmacht è uno dei gli aspetti più divertenti del film.
"La sequenza che meglio caratterizza il tagliente rapporto de Funès-Bourvil è quello in cui il primo convince il secondo a trasportarlo a cavalcioni sulle spalle (una metafora di classe se mai ce ne fosse una). Incredibilmente, questa sequenza non era stata sceneggiata, ma fu improvvisata dai due attori durante le riprese stesse." Una delle immagini più durature del film, la memorabile scena di de Funès seduto trionfante a cavalcioni di Bourvil venne utilizzata in manifesti e locandine per promuovere il film e sembra presagire l'ascesa del primo sul secondo, nei suoi susseguenti successi cinematografici. Divenuti grandi amici a questo punto, de Funès e Bourvil erano desiderosi di lavorare insieme in una terza pellicola, sebbene ridendo durante le riprese della seconda avessero detto che questo sarebbe stato il loro ultimo film insieme, data la fatica. Purtroppo fu così: Bourvil morì di cancro nel 1970, prima che potesse interpretare con de Funès il film Mania di grandezza e dovette essere sostituito da Yves Montand.

## Colonna sonora

De Funès direttore d'orchestra

Due importanti brani musicali fanno da sottofondo al film.
Il primo è la canzone del 1925 Tea for Two.
Il secondo è la Marcia Rákóczi, da La damnation de Faust di Hector Berlioz: opera lirica che nel film era in programma all'Opéra nel momento in cui il maestro Stanislas Lefort (Louis de Funès) prende la direzione dell'orchestra e la conduce animatamente – l'attore esegue movimenti reali di conduzione, essendosi puntigliosamente preparato per la scena, dopo averli ripetuti tre mesi prima allo specchio nella sua stanza e aver preso alcune lezioni con il direttore dell'Orchestra Nazionale. Al termine della prima prova, l'orchestra dell'Opéra si è alzata e ha applaudito de Funès "battendo gli archi contro i violini, i flauti contro i leggii." L'applauso è stato completamente improvvisato e spontaneo.

## Accoglienza

### Incassi
- In Francia sono stati venduti 17.267.607 biglietti in prima uscita.[10]

| Settimane | Classifica | Entrate | Settimane  | Classifica | Entrate | Settimane   | Classifica | Entrate | Settimane   | Classifica | Entrate |
| --------- | ---------- | ------- | ---------- | ---------- | ------- | ----------- | ---------- | ------- | ----------- | ---------- | ------- |
| I sett.   | 1º         | 105 752 | VII sett.  | 1º         | 73 033  | XIII sett.  | 1º         | 41 860  | XIX sett.   | 6º         | 18 488  |
| II sett.  | 1º         | 104 604 | VIII sett. | 1º         | 65 530  | XIV sett.   | 2º         | 39 050  | XX sett.    | 5º         | 24 300  |
| III sett. | 1º         | 136 192 | IX sett.   | 1º         | 60 726  | XV sett.    | 3º         | 33 789  | XXI sett.   | 2º         | 53 140  |
| IV sett.  | 1º         | 136 714 | X sett.    | 1º         | 71 010  | XVI sett.   | 3º         | 53 080  | XXII sett.  | 1º         | 46 847  |
| V sett.   | 1º         | 84 730  | XI sett.   | 2º         | 47 570  | XVII sett.  | 3º         | 48 040  | XXIII sett. | 2º         | 30 506  |
| VI sett.  | 1º         | 79 580  | XII sett.  | 3º         | 42 850  | XVIII sett. | 5º         | 28 510  |             |            |         |

Uscito nel dicembre 1966, il film a lungo ha tenuto il primato del maggior numero di entrate nelle sale francesi, con oltre 17 milioni di biglietti venduti. Infine è stato superato dal  Titanic di James Cameron nel 1997, e poi da Giù al Nord di Dany Boon nel 2008. Ciò nonostante, in termini di percentuali di popolazione francese, al 2013 Tre uomini in fuga rimane al primo posto, con il 34% della popolazione che ha visto questo film, contro il 31% di Giù al Nord.
Il film è stato un successo internazionale, compresa la Germania dove è stato il primo spettacolo comico presentato sulla Seconda Guerra Mondiale, realizzando 3 300 000 entrate nel 1974 (nessun dato per i suoi ingressi nel 1967). In Spagna ha riscontrato 1 369 370 entrate e 777 000 in Svezia. Nell'URSS del tempo vendette 37,8 milioni di biglietti.

### Riconoscimenti
- 1966 - Festival di Taormina
  - Miglior film straniero
- 1967 - David di Donatello
  - Targa d'oro a Robert Dorfmann
- 1977 - Goldene Leinwand
  - Miglior film straniero[15]

### Critica

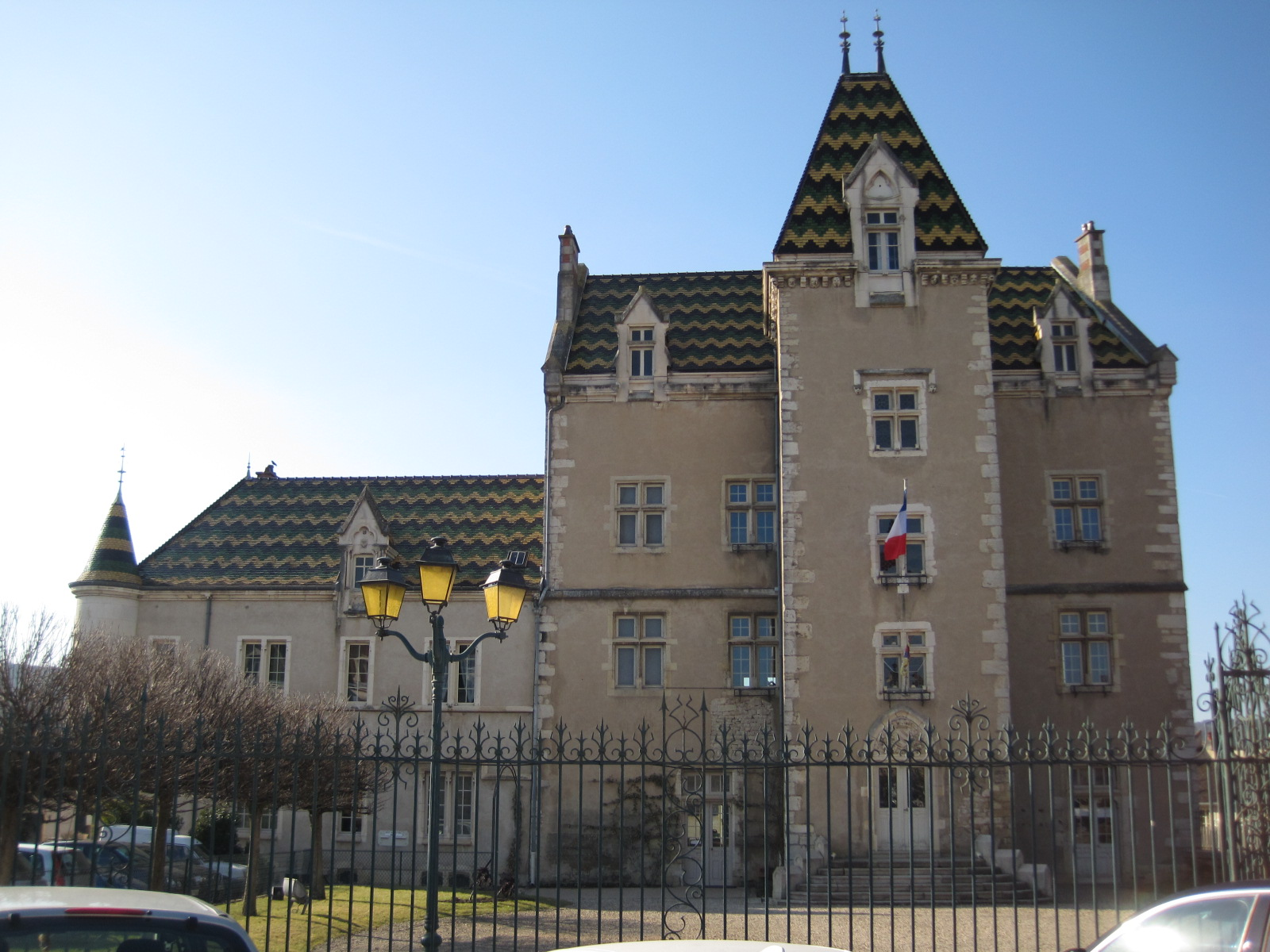
Lo Château fort de Meursault usato per le riprese del film.

Le riprese di questo film, divise tra Francia e Svizzera, durano otto mesi. La colonna sonora, adattissima e di ampio respiro, è composta da Georges Auric; il direttore della fotografia è Claude Renoir. Il titolo francese, La Grande Vadrouille significa "il grande bighellonare". Il titolo è particolarmente azzeccato visto l'alto numero di location: Parigi (l'Opéra, la Gare de Lyon, gli Champs-Élysées, lo Zoo di Vincennes), Meursault, Vézelay, Montpellier e lo storico ospedale di Beaune. In principio il regista Oury vorrebbe raccontare le avventure di due aviatrici alleate nella Francia di Vichy, ma in seguito all'intervento del produttore Henry Deutchmeister decide di riscrivere la sceneggiatura e ripuntare sul già collaudato duo de Funès-Bourvil. Tante sono le scene entrate ormai nella storia del cinema: l'improbabile rendez-vouz al bagno turco, de Funès che dirige l'orchestra a l'Opéra ed esegue La damnation de Faust di Hector Berlioz (sequenza per la quale si prepara puntigliosamente), la risata conclusiva e liberatoria del trio Bourvil, de Funès e Terry-Thomas che riporta alla mente il finale del precedente Colpo grosso ma non troppo. Alla ormai collaudata coppia francese viene aggregato, dunque, il bravo attore inglese che, con la sua ironia, dà un valore aggiunto alla pellicola.
Il film esce il primo dicembre 1966 e nel giro di pochi mesi polverizza tutti i record d'incassi registrati fino ad allora in Francia. Alla fine raggiunge l'incredibile cifra di 17.227.000 spettatori. Bisognerà attendere il 1998 e il Titanic di James Cameron perché il record sia battuto. Tre uomini in fuga è rimasto per più di 40 anni il maggiore successo della storia della cinematografia d'oltralpe. Un classico nel vero senso della parola, quindi, che raggiunge regolarmente alti ascolti di pubblico ogni volta che viene trasmesso in televisione nazionale e rimane una delle più amate e più viste di tutte le commedie francesi.
Ciò che più colpisce in merito a Tre uomini in fuga è quanto sia ben fatto. "Rispetto alla maggior parte delle commedie francesi di questa epoca, che tendevano ad essere produzioni di basso budget, fatte in studio, poco più di sitcom mal filmate, questa pellicola dà la sensazione di un vero e proprio blockbuster, splendidamente fotografato da Claude Renoir (nipote del famoso regista Jean Renoir), con grande attenzione al periodo storico così da rivaleggiare con molti film di guerra hollywoodiani." Una commedia d'azione a pieno ritmo era al tempo una rarità in Francia, persino alla fine degli anni 1960, cosicché Tre uomini in fuga diviene qualcosa di pionieristico, che definisce standard elevati per le commedie successive e, in generale, eleva il livello del tradizionale cinema francese. Questa era un'epoca in cui il cinema stava lottando duramente per competere con la televisione, e quindi grossi investimenti finanziari, importanti cast di attori e grandiosi scenari erano all'ordine del giorno. "Chi avrebbe pagato per andare a vedere una noiosa sitcom al cinema quando si poteva guardarla gratuitamente in televisione nel comfort di casa propria? Il fenomenale successo di Tre uomini in fuga deve essere arrivato come un enorme incoraggiamento per il settore che cominciava a pensare di avere i giorni contati."
A differenza di molte successive commedie della seconda guerra mondiale, Tre uomini in fuga non ha bisogno di ricorrere a facili stereotipi nazionali per ottenere risate. Nella migliore tradizione comica, l'umorismo non si trova nei personaggi, ma nelle situazioni assurde che incontrano - e le situazioni assurde di questo film sono infinite. Dal raccapricciante incontro omoerotico in un bagno turco a una spettacolare sequenza di inseguimento, in cui i nostri eroi sfuggono alla cattura usando (tra tutte le cose strane) delle zucche, la pellicola porta gli spettatori a compiere surreali voli di fantasia, pur non perdendo mai la sua presa sulla realtà. Questa non è solo una splendida commedia, ma è anche un rispettabile film di guerra e d'azione, uno dei migliori fatti in Francia negli anni 1960.

## Incongruenze
- Le SS imbrattate da un secchio di vernice che cade dall'alto indossano uniformi nere, ma nella realtà storica queste furono rimpiazzate da divise color feldgrau all'inizio della guerra.
- Benché il bombardiere venga presentato all'inizio come un Avro Lancaster, nelle scene successive si nota che l'aereo è un Boeing B-17. A giudicare dalle riprese aeree si tratta di un vero aeroplano: probabilmente uno dei quadrimotori allora in servizio presso l'Institut géographique national, i cui ultimi esemplari furono ritirati solo alla fine degli anni '80[17].
- Il volo notturno dell'aeroplano e il lancio diurno sembrerebbero essere un errore di continuità; in realtà, sebbene la missione di bombardamento avvenga nel cuore della notte, il pilota tenta di intraprendere il viaggio di ritorno, ma il bombardiere è troppo danneggiato dalla contraerea per arrivare al Canale della Manica. Anche la mappa di bordo è danneggiata, e quando l'equipaggio decide di lanciarsi su Parigi (credendo di essere da tutt'altra parte), è ormai pieno giorno. All'inizio l'aeroplano inglese sembrerebbe volare in completa oscurità (di solito la RAF preferiva il bombardamento notturno); ma quando i membri dell'equipaggio si lanciano col paracadute, su Parigi è ormai pieno giorno. Per cui non c'è nessuna incoerenza fra la missione notturna e il lancio in piena luce solare.[18]